# Arcangela Paladini
Arcangela Paladini (ou Arcangiola Palladini) (Pisa, 1599 – Florença, 1622) foi uma pintora, cantora e poeta italiana. 

## Biografia
Arcangela nasceu na cidade de Pisa, em 1599. Era filha do pintor florentino Filippo Paladini (1544–1616), aprendiz de Alessandro Allori (1535-1607). Arcangela era contemporânea da pintora barroca Artemisia Gentileschi (1593–1656). É possível que tenha servido de modelo para a imagem de Santa Cecília, santa patrona da música, em um quadro pintado por Artemisia.
Arcangela já era uma artista bem-sucedida quando completou 15 anos. Mudou-se de Pisa para Florença em 1615, onde começou a trabalhar com o pintor Jacopo Ligozzi.

## Carreira
Arcangela era uma artista em diversas áreas como canto, poesia, pintura e já aos 15 anos de idade. Também criava trabalhos intrincados com bordados, como retratos, flores, folhas e animais. Apenas um de seus trabalhos foi identificado, porém há descrições de seus retratos do grão-duque Cosme II no inventário da família Medici, bem como evidências de um de Maria Madalena. As descrições falam de retratos com bico de pena e bordados de Cosimo.
Inicialmente, Arcangela viveu no monastério de Santa Ágata, que era mantido pela grã-duquesa Maria Madalena Romola de Médici, que posteriormente se tornaria sua benfeitora. Aos 17 anos, por sugestão da grã-duquesa, Arcangela se casou com o fabricante de tapetes da Antuérpia, Jan Broomans. Ela também convidou Arcangela para trabalhar na corte e a apresentou ao grão-duque Cosme II. Era famosa por cantar ao lado da soprano, compositora e harppista, Francesca Caccini. Em 1621, ela foi contratada para criar um autorretrato que seria exposto no Corredor Vasari, na Galleria degli Uffizi.
Em 1621, Arcangela pintou um autorretrato para a grã-duquesa, que a pendurou na parede de seu próprio quarto. O retrato depois foi exposto no Corredor Vasari e foi restaurado em 1967. É o único quadro positivamente atribuído a Arcangela, ainda que outros trabalhos seus estejam relacionados no inventário da família.

## Morte

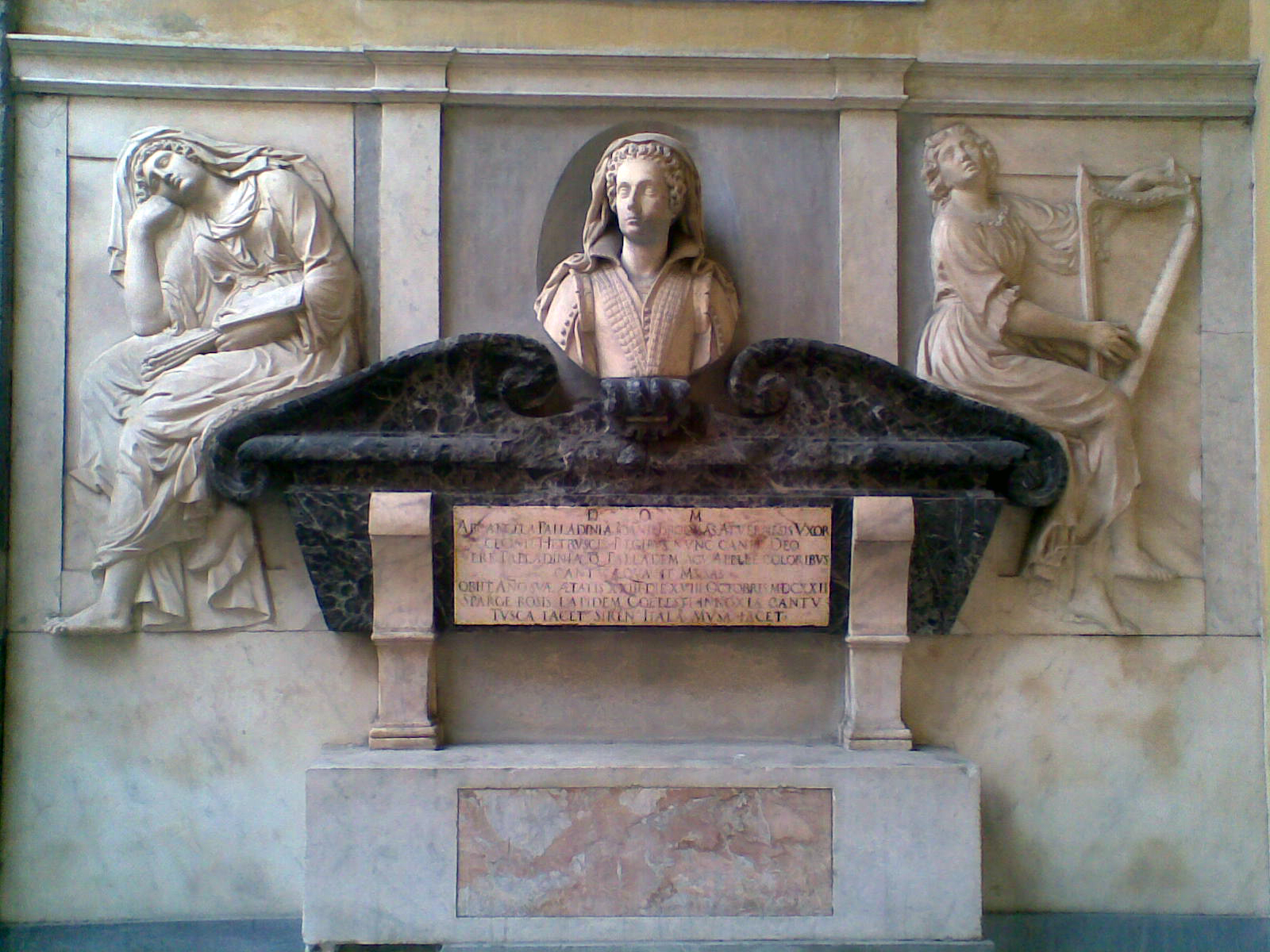
Monumento fúnebre em homenagem a Arcangela Palladini. Igreja de Santa Felicita, Florença

Arcangela morreu em Florença, em 1622, com apenas 23 anos. Ela foi sepultada na igreja de Santa Felicitá, em Florença, onde a grã-duquesa mandou consruir uma tumba memorial, honra rara entre artistas da época. A tumba foi esculpida por Agostino Bugiardini e Antonio Novelli. A epígrafe compara Arcangela à deusa Atena e ao pintor Apeles.